# Jocxan
Al Llibre del Gènesi, capítol vint-i-cinc, Jocxan és un fill d'Abraham amb Queturà. Quan van ser gran, Abraham el va obligar a abandonar les seves terres i buscar-se una família en terres llunyanes, cap a orient, on va ser pare de Saba i Dedan.